# SAP NetWeaver
SAP NetWeaver es una plataforma de tecnología integrada para todas las aplicaciones SAP en el plano técnico. Es conocida como una aplicación orientada a servicios y a la integración. Provee al usuario de un vínculo entre lenguajes y aplicaciones. Está construido usando estándares abiertos de la industria por lo que es sencillo negociar transacciones de información con desarrollos de Microsoft .NET, Sun Java EE, e IBM WebSphere.
Fue lanzado como un movimiento estratégico de SAP que plantea a las empresas ejecutar todas sus aplicaciones empresariales en una única plataforma integrada con la más firme infraestructura. Esta solución incorpora una gran flexibilidad, una mejor integración con las aplicaciones y construcción en estándares para asegurar la futura interoperación.
Este lanzamiento en suma es una parte del plan de SAP de transformarse en una herramienta más abierta y orientada a servicios adecuados a las necesidades del mercado.

## Historia
La primera versión de SAP NetWeaver fue anunciada por SAP en enero del 2003 y el 31 de marzo de 2004 fue distribuida comercialmente. La misma fue denominada como SAP NetWeaver 2004.
La segunda versión se llama SAP NetWeaver 7.0 o SAP NetWeaver 2004s y salió al mercado el 24 de octubre de 2005.
La tercera y más reciente versión de SAP NetWeaver es la 7.3. El primer Enhancement Package salió a la luz el 21 de noviembre de 2011. Actualmente se encuentra en fase de preparación con disponibilidad limitada hasta el segundo trimestre del 2012 cuando se espera que se ponga a disponibilidad general.

## Componentes
- SAP NetWeaver Application Server (AS)
- SAP NetWeaver Business Warehouse (BW)
- SAP NetWeaver Business Process Management
- SAP NetWeaver Business Rules Management
- SAP NetWeaver Gateway
- SAP NetWeaver Process Integration (PI)
- SAP NetWeaver Master Data Management (MDM)
- SAP NetWeaver Process Orchestration
- SAP NetWeaver Portal (EP)
- SAP NetWeaver Auto-ID Infrastructure
- SAP NetWeaver Identity Management
- SAP NetWeaver Information Lifecycle Management

## Herramientas
- Adaptative Computing Controller
- SAP NetWeaver Composition Environment (CE)
- SAP NetWeaver Developer Studio (DS)
- SAP NetWeaver Visual Composer (VC)
- SAP Solution Manager

## Aplicaciones
- SAP NetWeaver Enterprise Search
- SAP NetWeaver Single Sign-On

## Aplicaciones conjuntas
- SAP Extended Enterprise Content Management (SAP Extended ECM)
- SAP Interactive Forms by Adobe
- SAP Central Process Scheduling by Redwood
- SAP LoadRunner by HP